# San Nicolás (Tabasco)
San Nicolás es una ranchería del municipio de Jalpa de Méndez ubicado en la subregión centro del estado mexicano de Tabasco.

## Geografía
La localidad de San Nicolás se sitúa en las coordenadas geográficas 18°05′04″N 93°04′05″O / 18.084444, -93.068056, a una elevación de 4 metros sobre el nivel del mar.

## Demografía
Según el Conteo de Población y Vivienda 2020, efectuado por el Instituto Nacional de Estadística y Geografía, la localidad de San Nicolás tiene 640 habitantes, de los cuales 312 son del sexo masculino y 328 del sexo femenino. Su tasa de fecundidad es de 2.19 hijos por mujer y tiene 180 viviendas particulares habitadas.
| Gráfica de evolución demográfica de San Nicolás entre 1940 y 2020 |
|                                                                   |
| INEGI.                                                            |